# スイス・インドア
スイス・インドア（Swiss Indoors）は、1970年からスイス・バーゼルにて開催される男子プロテニスツアーのATPツアートーナメント大会である。コートサーフェスは1977年大会までが屋内カーペット、翌1978年大会以降が屋内ハード。大会グレードはATPツアー500に属す。1995年からセイント・ジャコブ・ホール（通称：ロジャー・フェデラー・アリーナ）にて開催されている。
スイス出身であるロジャー・フェデラーが2度の3連覇を含む通算10度の優勝を果たしているが、これが同大会の最多記録となっている。

## 大会歴代優勝者

### シングルス
| 年               | 優勝                             | 準優勝                           | スコア                              |
| ---------------- | -------------------------------- | -------------------------------- | ----------------------------------- |
| 2024             | ジョヴァニ・ンペシ・ペリカール   | ベン・シェルトン                 | 6-4, 7-6(7-4)                       |
| 2023             | フェリックス・オジェ＝アリアシム | フベルト・フルカチュ             | 7-6(7-3), 7-6(7-5)                  |
| 2022             | フェリックス・オジェ＝アリアシム | ホルガ・ルーネ                   | 6-3, 7-5                            |
| 2020–21          | 開催なし                         | 開催なし                         | 開催なし                            |
| 2019             | ロジャー・フェデラー             | アレックス・デミノー             | 6-2, 6-2                            |
| 2018             | ロジャー・フェデラー             | マリウス・コピル                 | 7-6(7-5), 6-4                       |
| 2017             | ロジャー・フェデラー             | フアン・マルティン・デル・ポトロ | 6-7(5-7), 6-4, 6-3                  |
| 2016             | マリン・チリッチ                 | 錦織圭                           | 6-1, 7-6(7-5)                       |
| 2015             | ロジャー・フェデラー             | ラファエル・ナダル               | 6-3, 5-7, 6-3                       |
| 2014             | ロジャー・フェデラー             | ダビド・ゴファン                 | 6-2, 6-2                            |
| 2013             | フアン・マルティン・デル・ポトロ | ロジャー・フェデラー             | 7-6(7-3), 2-6, 6-4                  |
| 2012             | フアン・マルティン・デル・ポトロ | ロジャー・フェデラー             | 6-4, 6-7(5-7), 7-6(7-3)             |
| 2011             | ロジャー・フェデラー             | 錦織圭                           | 6-1, 6-3                            |
| 2010             | ロジャー・フェデラー             | ノバク・ジョコビッチ             | 6-4, 3-6, 6-1                       |
| 2009             | ノバク・ジョコビッチ             | ロジャー・フェデラー             | 6-4, 4-6, 6-2                       |
| ↑ ATPツアー500 ↑ |                                  |                                  |                                     |
| 2008             | ロジャー・フェデラー             | ダビド・ナルバンディアン         | 6-3, 6-4                            |
| 2007             | ロジャー・フェデラー             | ヤルコ・ニエミネン               | 6-3, 6-4                            |
| 2006             | ロジャー・フェデラー             | フェルナンド・ゴンサレス         | 6-3, 6-2, 7-6(7-3)                  |
| 2005             | フェルナンド・ゴンサレス         | マルコス・バグダティス           | 6-7(8-10), 6-3, 7-5, 6-4            |
| 2004             | イリ・ノバク                     | ダビド・ナルバンディアン         | 5-7, 6-3, 6-4, 1-6, 6–2             |
| 2003             | ギリェルモ・コリア               | ダビド・ナルバンディアン         | 不戦勝                              |
| 2002             | ダビド・ナルバンディアン         | フェルナンド・ゴンサレス         | 6-4, 6-3, 6-2                       |
| 2001             | ティム・ヘンマン                 | ロジャー・フェデラー             | 6-3, 6-4, 6-2                       |
| 2000             | トーマス・エンクビスト           | ロジャー・フェデラー             | 6-2, 4-6, 7-6(7-4), 1-6, 6-1        |
| 1999             | カロル・クチェラ                 | ティム・ヘンマン                 | 6-4, 7-6(12-10), 4-6, 4-6, 7-6(7-2) |
| 1998             | ティム・ヘンマン                 | アンドレ・アガシ                 | 6-4, 6-3, 3-6, 6-4                  |
| 1997             | グレグ・ルーゼドスキー           | マーク・フィリプーシス           | 6-3, 7-6(8-6), 7-6(7-3)             |
| 1996             | ピート・サンプラス               | ヘンドリク・ドリークマン         | 7-5, 6-2, 6-0                       |
| 1995             | ジム・クーリエ                   | ヤン・シーメリンク               | 6-7(2-7), 7-6(7-5), 5-7, 6-2, 7-5   |
| 1994             | ウェイン・フェレイラ             | パトリック・マッケンロー         | 4-6, 6-2, 7-6(9-7), 6-3             |
| 1993             | ミヒャエル・シュティヒ           | ステファン・エドベリ             | 6-4, 6-7(5-7), 6-3, 6-2             |
| 1992             | ボリス・ベッカー                 | ペトル・コルダ                   | 3-6, 6-3, 6-2, 6-4                  |
| 1991             | ヤコブ・ラセク                   | ジョン・マッケンロー             | 7-6(7-4), 6-0, 6-3                  |
| 1990             | ジョン・マッケンロー             | ゴラン・イワニセビッチ           | 6-7, 4-6, 7-6, 6-3, 6-4             |
| ↑ ATPツアー250 ↑ |                                  |                                  |                                     |
| 1989             | ジム・クーリエ                   | ステファン・エドベリ             | 7-6, 3-6, 2-6, 6-0, 7-5             |
| 1988             | ステファン・エドベリ             | ヤコブ・ラセク                   | 7-5, 6-3, 3-6, 6-2                  |
| 1987             | ヤニック・ノア                   | ロナルド・アジェノール           | 7-6, 6-4, 6-4                       |
| 1986             | ステファン・エドベリ             | ヤニック・ノア                   | 7-6, 6-2, 6-7, 7-6                  |
| 1985             | ステファン・エドベリ             | ヤニック・ノア                   | 6-7, 6-4, 7-6, 6-1                  |
| 1984             | ヨアキム・ニーストロム           | ティム・ウィルキッソン           | 6-3, 3-6, 6-4, 6-2                  |
| 1983             | ビタス・ゲルレイティス           | ヴォイチェフ・フィバク           | 4-6, 6-1, 7-5, 5-5 途中棄権         |
| 1982             | ヤニック・ノア                   | マッツ・ビランデル               | 6-4, 6-2, 6-3                       |
| 1981             | イワン・レンドル                 | ホセ・ルイス・クレルク           | 6-2, 6-3, 6-0                       |
| 1980             | イワン・レンドル                 | ビョルン・ボルグ                 | 6-3, 6-2, 5-7, 0-6, 6-4             |
| 1979             | ブライアン・ゴッドフリード       | ヨハン・クリーク                 | 7-5, 6-1, 4-6, 6-3                  |
| 1978             | ギリェルモ・ビラス               | ジョン・マッケンロー             | 6-3, 5-7, 7-5, 6-4                  |
| 1977             | ビョルン・ボルグ                 | ジョン・ロイド                   | 6-4, 6-2, 6-3                       |
| 1976             | ヤン・コデシュ                   | Jiří Hřebec                      | 6-4, 6-2, 6-3                       |
| 1975             | Jiří Hřebec                      | イリ・ナスターゼ                 | 6-1, 7-6, 2-6, 6-4                  |
| 1974             | ロジャー・テイラー               | Petr Kanderal                    | 6-4, 6-2                            |
| 1973             | ジャン＝クラウド・バークレイ     | Leonardo Manta                   | 6-3, 7-5                            |
| 1972             | ミハエル・ブルゲナー             | Petr Kanderal                    | 7-5, 4-6, 6-0                       |
| 1971             | イリ・ザフラドニーチェク         | Petr Kanderal                    | 6-4, 5-7, 6-3                       |
| 1970             | クラウス・ベルガー               | Ernst Schori                     | 6-3, 6-1                            |

### ダブルス
| 年               | 優勝                                                  | 準優勝                                                | スコア                   |
| ---------------- | ----------------------------------------------------- | ----------------------------------------------------- | ------------------------ |
| 2020–21          | 開催なし                                              | 開催なし                                              | 開催なし                 |
| 2019             | ジャン＝ジュリアン・ロジェ ホリア・テカウ             | テイラー・フリッツ ライリー・オペルカ                 | 7-5, 6-3                 |
| 2018             | ドミニク・イングロット フランコ・シュクゴール         | アレクサンダー・ズベレフ ミーシャ・ズベレフ           | 6-2, 7-5                 |
| 2017             | イワン・ドディグ マルセル・グラノリェルス             | ファブリス・マルタン エドゥアール・ロジェ＝バセラン   | 7-5, 7-6(8-6)            |
| 2016             | マルセル・グラノリェルス ジャック・ソック             | ロベルト・リンドステット マイケル・ヴィーナス         | 6-3, 6-4                 |
| 2015             | アレクサンダー・ペヤ ブルーノ・ソアレス               | ジェイミー・マレー ジョン・ピアース                   | 7-5, 7-5                 |
| 2014             | バセク・ポシュピシル ネナド・ジモニッチ               | マリン・ドラガンヤ ヘンリ・コンティネン               | 7-6(15-13), 1-6, [10-5]  |
| 2013             | トレト・ユーイ ドミニク・イングロット                 | ユリアン・ノール オリバー・マラチ                     | 6-3, 3-6, [10-4]         |
| 2012             | ダニエル・ネスター ネナド・ジモニッチ                 | トレト・ユーイ ドミニク・イングロット                 | 7-5, 6-7(4-7), [10-5]    |
| 2011             | ミカエル・ロドラ ネナド・ジモニッチ                   | マックス・ミルヌイ ダニエル・ネスター                 | 6-4, 7-5                 |
| 2010             | ボブ・ブライアン マイク・ブライアン                   | ダニエル・ネスター ネナド・ジモニッチ                 | 6-3, 3-6, [10-3]         |
| 2009             | ダニエル・ネスター ネナド・ジモニッチ                 | ボブ・ブライアン マイク・ブライアン                   | 6-2, 6-3                 |
| ↑ ATPツアー500 ↑ |                                                       |                                                       |                          |
| 2008             | マヘシュ・ブパシ マーク・ノールズ                     | クリストファー・カス フィリップ・コールシュライバー   | 6-3, 6-3                 |
| 2007             | ボブ・ブライアン マイク・ブライアン                   | ジェームズ・ブレーク マーク・ノールズ                 | 6-1, 6-1                 |
| 2006             | マーク・ノールズ ダニエル・ネスター                   | マリウシュ・フィルステンベルク マルチン・マトコフスキ | 4-6, 6-4, 10-8           |
| 2005             | アグスティン・カレリ フェルナンド・ゴンサレス         | ステファン・フース ウェスリー・ムーディ               | 7-5, 7-5                 |
| 2004             | ボブ・ブライアン マイク・ブライアン                   | ルカス・アルノルド・カー マリアノ・オード             | 7-6(11-9), 6-2           |
| 2003             | マーク・ノールズ ダニエル・ネスター                   | ルカス・アルノルド・カー マリアノ・オード             | 6-4, 6-2                 |
| 2002             | ボブ・ブライアン マイク・ブライアン                   | マーク・ノールズ ダニエル・ネスター                   | 7-6(7-1), 7-5            |
| 2001             | エリス・フェレイラ リック・リーチ                     | マヘシュ・ブパシ リーンダー・パエス                   | 7-6(7-3), 6-4            |
| 2000             | ドナルド・ジョンソン ピート・ノーバル                 | ロジャー・フェデラー ドミニク・フルバティ             | 7-6(11-9), 4-6, 7-6(7-4) |
| 1999             | ブレント・ヘイガース アレクサンダー・キティノフ       | イリ・ノバク ダビッド・リクル                         | 0-6, 6-4, 7-5            |
| 1998             | オリビエ・ドレートル ファブリス・サントロ             | ピート・ノーバル ケビン・ウリエット                   | 6-3, 7-6                 |
| 1997             | ティム・ヘンマン マルク・ロセ                         | カーステン・ブラーシュ ジム・グラブ                   | 7-6, 6-7, 7-6            |
| 1996             | エフゲニー・カフェルニコフ ダニエル・バチェク         | デビッド・アダムズ メノ・オースティング               | 6-3, 6-4                 |
| 1995             | シリル・スーク ダニエル・バチェク                     | マーク・ケイル ピーター・ナイボルグ                   | 3-6, 6-3, 6-3            |
| 1994             | パトリック・マッケンロー ジャレッド・パーマー         | ラン・ベイル ジョン・ラフニー・デ・ヤーガー           | 6-3, 7-6                 |
| 1993             | バイロン・ブラック ジョナサン・スターク               | デイブ・ランドール ブラッド・ピアース                 | 3-6, 7-5, 6-3            |
| 1992             | トム・ニッセン シリル・スーク                         | カレル・ノバチェク ダビッド・リクル                   | 6-3, 6-4                 |
| 1991             | ヤコブ・ラセク パトリック・マッケンロー               | ペトル・コルダ ジョン・マッケンロー                   | 3-6, 7-6, 7-6            |
| 1990             | ステファン・クルーガー クリスト・ヴァン・レンズバーグ | ニール・ブロード ゲイリー・ミュラー                   | 4-6, 7-6, 6-3            |
| ↑ ATPツアー250 ↑ |                                                       |                                                       |                          |
| 1989             | ウド・リグレウスキ ミヒャエル・シュティヒ             | オマー・カンポース クラウディオ・メザドリ             | 6-3, 4-6, 6-0            |
| 1988             | ヤコブ・ラセク トマシュ・スミッド                     | ジェレミー・ベイツ ピーター・ルンドグレン             | 6-3, 6-1                 |
| 1987             | アンダース・ヤリード トマシュ・スミッド               | スタニスラフ・ビルナー ヤロスラフ・ナブラチル         | 6-4, 6-3                 |
| 1986             | ギイ・フォージェ ヤニック・ノア                       | ヤン・グンナルソン トマシュ・スミッド                 | 7-6, 6-4                 |
| 1985             | ティム・ガリクソン トム・ガリクソン                   | マーク・ディクソン ティム・ウィルキッソン             | 4-6, 6-4, 6-4            |
| 1984             | パベル・スロジル トマシュ・スミッド                   | ステファン・エドベリ ティム・ウィルキッソン           | 7-6, 6-2                 |
| 1983             | パベル・スロジル トマシュ・スミッド                   | ステファン・エドベリ フロリン・セガチェアヌ           | 6-1, 3-6, 7-6            |
| 1982             | ヘンリ・ルコント ヤニック・ノア                       | フリッツ・ビューニング パベル・スロジル               | 6-2, 6-2                 |
| 1981             | ホセ・ルイス・クレルク イリ・ナスターゼ               | マルクス・ギュンタード パベル・スロジル               | 7-6, 6-7, 7-6            |
| 1980             | ケビン・カレン スティーブ・デントン                   | ボブ・ヒューイット フルー・マクミラン                 | 6-7, 6-4, 6-4            |
| 1979             | ボブ・ヒューイット フルー・マクミラン                 | ブライアン・ゴッドフリード ラウル・ラミレス           | 6-3, 6-4                 |
| 1978             | ヴォイチェク・フィバク ジョン・マッケンロー           | ブルース・マンソン アンドリュー・パッティソン         | 7-6, 7-5                 |
| 1977             | マーク・コックス バスター・モットラム                 | ジョン・フィーバー ジョン・ジェームス                 | 7-5, 6-4, 6-3            |
| 1976             | フルー・マクミラン トム・オッカー                     | Jiri Hrebec ヤン・コデシュ                            | 6-4, 7-6, 6-4            |